# Lutzomyia machupicchu
Lutzomyia machupicchu är en tvåvingeart som beskrevs av Martins A. V., Llanos B. Z., Silva J. E. 1975. Lutzomyia machupicchu ingår i släktet Lutzomyia och familjen fjärilsmyggor.
Artens utbredningsområde är Peru. Inga underarter finns listade i Catalogue of Life.